# Шезнев
Шезнев (фр. Chèzeneuve) је насељено место у Француској у региону Рона-Алпи, у департману Изер.
По подацима из 2011. године у општини је живело 504 становника, а густина насељености је износила 74,23 становника/km².

## Демографија
| 1962. | 1968. | 1975. | 1982. | 1990. | 2011. |
| ----- | ----- | ----- | ----- | ----- | ----- |
| 257   | 247   | 234   | 306   | 339   | 504   |